# 奧赫里米夫齊 (溫基夫齊區)
49°6′19″N 27°16′28″E / 49.10528°N 27.27444°E
奧赫里米夫齊（烏克蘭語：Охрімівці）是位於烏克蘭西部的村莊，由赫梅利尼茨基州裡赫梅利尼茨基區的溫基夫齊市鎮負責管轄。該村始建於1493年，面積2.81平方公里，海拔高度334米，人口800，人口密度每平方公里350人。